# Друг Вигнера
«Друг Вигнера» — мысленный эксперимент в области теоретической квантовой физики, опубликованный физиком Юджином Вигнером в 1961 году и получивший дальнейшее развитие Дэвидом Дойчем в 1985 году. Сценарий предполагает косвенное наблюдение за квантовым измерением: наблюдатель {\displaystyle W}наблюдает за другим наблюдателем, {\displaystyle F}, который выполняет квантовое измерение в физической системе. Затем оба наблюдателя формулируют утверждение о состоянии физической системы после измерения в соответствии с законами квантовой теории. Однако в «ортодоксальной» копенгагенской интерпретации фиксирующие заявления двух наблюдателей противоречат друг другу. Это отражает кажущуюся несовместимость двух законов в копенгагенской интерпретации: детерминированной и непрерывной эволюции состояния замкнутой системы во времени и недетерминированного, прерывистого коллапса состояния системы при измерении. Таким образом, друг Вигнера напрямую связан с проблемой измерения в квантовой механике с её знаменитым парадоксом кота Шредингера.

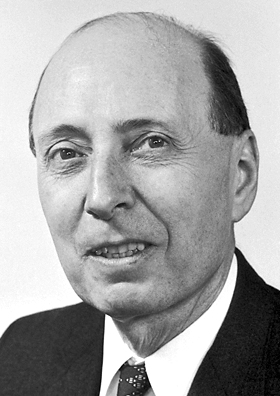
Юджин Вигнер

Были предложены обобщения и расширения друга Вигнера. Два таких сценария с участием нескольких друзей были реализованы в лаборатории, где в качестве «друзей» использовались фотоны.

## Оригинальный парадокс
Вигнер представил мысленный эксперимент в статье 1961 года «Замечания по вопросу разума и тела». Он начинает с отметки, что некоторые физики недавнего прошлого были убеждёнными материалистами, которые настаивали на том, что «разум» или «душа» иллюзорны и что природа фундаментально детерминистична. Он утверждает, что квантовая физика изменила эту ситуацию:
Все, что претендует на обеспечение квантовой механики, — это вероятностные связи между последующими впечатлениями (также называемыми «апперцепциями») сознания, и даже несмотря на то, что разделительная линия между наблюдателем, на сознание которого оказывается воздействие, и наблюдаемым физическим объектом может быть смещена в сторону то или иное в значительной степени, оно не может быть устранено.

### Природа волновой функции
Вдаваясь в подробности, Вигнер говорит:
Учитывая любой объект, вся возможная информация об этом объекте могут быть заданы как его волновая функция. Это математическое понятие, точная природа которого нас здесь не интересует — оно состоит из (счетной) бесконечности чисел. Зная эти числа, можно предвидеть поведение объекта, насколько это возможно. Точнее, волновая функция позволяет предсказать, с какой вероятностью объект произведет на нас то или иное впечатление, если мы позволим ему взаимодействовать с нами прямо или косвенно. […] Фактически, волновая функция является подходящим языком только для описания совокупности знаний, полученных в результате наблюдений, которые важны для прогнозирования будущего поведения системы. По этой причине взаимодействия, которые могут вызвать у нас то или иное ощущение, называются также наблюдениями или измерениями. Человек осознает, что вся информация, которую предоставляют законы физики, состоит из вероятностных связей между последующими впечатлениями, которые система производит на человека, если с ней неоднократно взаимодействуют, то есть если с ней производят повторные измерения. Волновая функция представляет собой удобную сводку той части прошлых впечатлений, которая остаётся актуальной для вероятностей получения различных возможных впечатлений при взаимодействии с системой в более поздние моменты времени.
Волновая функция объекта «существует» (кавычки Вигнера), потому что наблюдатели могут разделять их:
Информация, предоставляемая волновой функцией, является передаваемой. Если кто-то другой каким-то образом определяет волновую функцию системы, он может рассказать мне об этом, и, согласно теории, вероятности возможных различных впечатлений (или «ощущений») будут одинаково велики, независимо от того, взаимодействуем ли он или я. с системой заданным образом.
Наблюдение за системой приводит к недетерминированному изменению её волновых функций, поскольку «вхождение впечатления в наше сознание» предполагает пересмотр «вероятностей различных впечатлений, которые мы ожидаем получить в будущем».

### Наблюдатель заметил
Вигнер представляет два аргумента в пользу тезиса о том, что разум влияет на тело, то есть что человеческое тело может «отклоняться от законов физики», полученных в результате экспериментов над неодушевленными объектами. Аргумент, который лично он считает менее убедительным, стал известен как «друг Вигнера». В этом мысленном эксперименте Вигнер утверждает, что его друг находится в лаборатории, и Вигнер позволяет другу выполнить квантовое измерение физической системы (это может быть спиновая система). Предполагается, что эта система находится в суперпозиции двух различных состояний, скажем, состояния 0 и состояние 1 (или {\displaystyle |0\rangle } и {\displaystyle |1\rangle } в обозначениях Дирака). Когда друг Вигнера измеряет систему в базисе 0/1, согласно квантовой механике, он получит один из двух возможных результатов (0 или 1), и система коллапсирует в соответствующее состояние.
Теперь Вигнер сам моделирует сценарий снаружи лаборатории, зная, что внутри его друг в какой-то момент проведет 0/1-измерение физической системы. В соответствии с линейностью квантово-механических уравнений Вигнер припишет состояние суперпозиции всей лаборатории (то есть совместной системе физической системы вместе с другом): Состояние суперпозиции лаборатории тогда представляет собой линейную комбинацию «система есть в состоянии 0/друг измерил 0» и «система находится в состоянии 1/друг измерил 1».
Пусть теперь Вигнер спросит у своего друга результат измерения. Какой бы ответ ни дал друг (0 или 1), Вигнер затем присвоит лаборатории состояние «система находится в состоянии 0/друг измерил 0» или «система находится в состоянии 1/друг измерил 1». Поэтому только в тот момент, когда он узнает о результате своего друга, состояние суперпозиции лаборатории рушится.
Однако, если только Вигнер не рассматривается в «привилегированном положении как окончательный наблюдатель», точка зрения друга должна рассматриваться как равнозначная, и здесь вступает в игру очевидный парадокс : с точки зрения друга, измерение Результат был определен задолго до того, как об этом спросил Вигнер, а состояние физической системы уже рухнуло. Когда именно произошел обвал? Было ли это тогда, когда друг закончил измерение, или когда информация о его результате вошла в сознание Вигнера? Как говорит Вигнер, он мог бы спросить своего друга: «Что вы почувствовали по поводу [результата измерения] до того, как я вас спросил?» Вопрос о том, какой результат увидел друг, наверняка «уже решён в его уме», пишет Вигнер, а это означает, что совместное состояние друга и системы должно быть уже одним из рухнувших вариантов, а не их суперпозицией. Вигнер заключает, что линейная эволюция квантовых состояний во времени согласно уравнению Шрёдингера не может применяться, когда рассматриваемая физическая сущность является сознательным существом.
Вигнер представляет свой второй аргумент, который он считает более убедительным, и гораздо более кратким:
Второй аргумент в пользу существования влияния сознания на физический мир основан на наблюдении, что нам неизвестен ни один феномен, в котором один субъект подвергался бы влиянию другого, не оказывая на него влияния. Автору это кажется убедительным.

### Доведение до абсурда
По словам физика Лесли Баллентайна, к 1987 году Вигнер решил, что сознание не вызывает физического коллапса волновой функции, хотя он все ещё считал, что его цепочка выводов, приведшая к этому заключению, верна. Как вспоминает Баллентайн, Вигнер считал свой аргумент 1961 года reductio ad absurdum, указывая на то, что постулаты квантовой механики нуждаются в некотором пересмотре.

## Ответы в различных интерпретациях квантовой механики

### Многомировые интерпретации
Различные версии интерпретации множественности миров избегают необходимости постулировать, что сознание вызывает коллапс — более того,что этот коллапс вообще происходит.
Докторская диссертация Хью Эверетта III «Формулировка квантовой механики в относительном состоянии» служит для сегодняшних многочисленных версий многомировых интерпретаций. Во вступительной части своей работы Эверетт обсуждает «забавную, но крайне гипотетическую драму» парадокса друга Вигнера. Обратите внимание, что в раннем наброске диссертации Эверетта есть свидетельства того, что этот сценарий был нарисован. Поэтому именно Эверетт впервые письменно обсудил эту проблему за четыре или пять лет до того, как она была обсуждена в «Замечаниях по вопросу разума и тела» Вигнером, от которого она впоследствии получила название и известность. Однако, поскольку Эверетт был учеником Вигнера, ясно, что в какой-то момент они, должно быть, обсуждали это вместе.
В отличие от своего учителя Вигнера, который считал сознание наблюдателя ответственным за коллапс, Эверетт понимает сценарий друга Вигнера по-другому: Настаивая на том, что назначения квантовых состояний должны быть объективными и неперспективными, Эверетт выводит прямое логическое противоречие, когда сдача в аренду {\displaystyle F} и {\displaystyle W} рассуждать о состоянии лаборатории {\displaystyle S} вместе с {\displaystyle F} . Затем сценарий «Друг Вигнера» показывает Эверетту несовместимость постулата коллапса для описания измерений с детерминированной эволюцией закрытых систем. В контексте своей новой теории Эверетт утверждает, что разрешил парадокс друга Вигнера, допустив только непрерывную унитарную эволюцию во времени волновой функции Вселенной. Однако нет никаких свидетельств каких-либо письменных аргументов Эверетта по этой теме.
В многомировых интерпретациях измерения моделируются как взаимодействия между подсистемами Вселенной и проявляются как разветвление универсального состояния. Различные ветви объясняют разные возможные результаты измерений и рассматриваются как субъективный опыт соответствующих наблюдателей. С этой точки зрения измерение вращения другом приводит к разветвлению мира на два параллельных мира: один, в котором друг измерил вращение равным 1, и другой, в котором друг получил результат измерения 0. Если затем Вигнер измерит позднее объединённую систему друга и спиновую систему, мир снова расколется на две параллельные части.

### Теории объективного коллапса
Согласно теориям объективного коллапса, коллапс волновой функции происходит, когда наложенная система достигает определенного объективного порога размера или сложности. Сторонники объективного коллапса ожидают, что такая макроскопическая система, как кошка, рухнет до того, как ящик будет открыт, поэтому вопрос о наблюдении за наблюдателями для них не возникает. Если бы измеряемая система была намного проще (например, состояние с одним спином), то после проведения наблюдения можно было бы ожидать, что система рухнет, поскольку более крупная система, состоящая из учёного, оборудования и комнаты, считалась бы слишком сложной для того, чтобы ее можно было понять. запутаться в суперпозиции.
Реляционная квантовая механика (RQM) была разработана в 1996 году Карло Ровелли и является одной из новейших интерпретаций квантовой механики . В RQM любая физическая система может играть роль системы наблюдения, которой любая другая система может отображать «факты» о физических переменных. Эта присущая RQM относительность фактов обеспечивает прямое «решение» кажущейся парадоксальной ситуации в сценарии друга Вигнера: состояние, которое друг приписывает вращению, является состоянием относительно себя как друга, тогда как состояние, которое Вигнер приписывает комбинированному система друга и спина — это состояние относительно самого себя как Вигнера. По построению теории эти два описания не обязательно должны совпадать, поскольку оба являются правильным присвоением состояний относительно соответствующей системы.
Если физическая переменная, которая измеряется в спиновой системе, обозначается z, где z принимает возможные значения результата 0 или 1, описанная выше ситуация друга Вигнера моделируется в контексте RQM следующим образом: {\displaystyle F} моделирует ситуацию как «до-после перехода»{\displaystyle \alpha |0\rangle _{S}+\beta |1\rangle _{S}\to |1\rangle _{S}}состояния {\displaystyle S} относительно него (здесь предполагалось, что {\displaystyle F} получил результат z «=» 1 в его измерении {\displaystyle S}).
На языке RQM тот факт, что z = 1 для спина {\displaystyle S} реализовал себя относительно {\displaystyle F} при взаимодействии двух систем.
Другой способ смоделировать ту же ситуацию — это снова взгляд со стороны (Вигнера). С этой точки зрения измерение одной системой ({\displaystyle F}) другого ({\displaystyle S}) приводит к корреляции двух систем. Состояние, отображающее такую корреляцию, в равной степени применимо и для моделирования процесса измерения. Однако система, по отношению к которой это коррелированное состояние является действительным, меняется. Предполагая, что Вигнер ({\displaystyle W}) имеет информацию о том, что физическая переменная z {\displaystyle S} измеряется {\displaystyle F}, но не зная, что {\displaystyle F} полученный в результате, {\displaystyle W} должен смоделировать ситуацию как{\displaystyle {\big (}\alpha |0\rangle _{S}+\beta |1\rangle _{S}{\big )}|\bot \rangle _{F}\to \alpha {\big (}|0\rangle _{S}\otimes |0\rangle _{F}{\big )}+\beta {\big (}|1\rangle _{S}\otimes |1\rangle _{F}{\big )},}где {\displaystyle |\bot \rangle _{F}} считается состоянием {\displaystyle F} перед измерением и {\displaystyle |1\rangle _{F}} и {\displaystyle |0\rangle _{F}} являются состояниями, соответствующими {\displaystyle F} Состояние, когда он измерил 1 или 0 соответственно. Эта модель изображает ситуацию относительно {\displaystyle W}, поэтому присвоенные состояния являются относительными состояниями по отношению к системе Вигнера. Напротив, нет никакого значения для результата z, который актуализируется по отношению к {\displaystyle W}, так как он не участвует в измерении.
В этом смысле два описания одной и той же ситуации (процесс измерения физической переменной z в системе {\displaystyle S} к {\displaystyle F}) приняты в рамках RQM для существования бок о бок. Только при выборе базовой системы можно сделать заявление о «правильном» учете ситуации.

### Кбизм и байесовские интерпретации
В интерпретации, известной как QBism, которую отстаивает, среди прочего, Н. Дэвид Мермин, ситуация друга Вигнера не приводит к парадоксу, поскольку ни для одной системы никогда не существует однозначно правильной волновой функции. Напротив, волновая функция — это выражение персональных байесовских вероятностей, и, более того, вероятности, которые кодируют волновые функции, — это вероятности опыта, который также является личным для агента, который его испытывает. Джейнс выражает это следующим образом: «Парадокс возникает только в том случае, если мы предполагаем, что матрица плотности (то есть распределение вероятностей) является чем-то „физически реальным“ и „абсолютным“. Но теперь дилемма исчезает, когда мы признаем „принцип относительности“ для вероятности. Матрица плотности (или, в классической физике, распределение вероятностей по координатам и импульсам) представляет собой не физическую ситуацию, а лишь определенное состояние знаний о ряде возможных физических ситуаций». И, как выразился фон Байер, «Волновые функции не привязаны к электронам и не распространяются, как нимбы, парящие над головами святых — они назначаются агентом и зависят от всей информации, доступной агенту». Следовательно, в принципе нет ничего плохого в том, что Вигнер и его друг приписывают одной и той же системе разные волновые функции. Аналогичную позицию занимает Брукнер, который в качестве аргумента использует развитие сценария «друга Вигнера».

### Теория де Бройля — Бома
Теория Де Бройля-Бома, также известная как механика Бома или теория пилотных волн, постулирует, в дополнение к волновой функции, реальную конфигурацию частиц, которая существует даже тогда, когда не наблюдается. Эта конфигурация частиц развивается во времени по детерминированному закону, при этом волновая функция управляет движением частиц. Конфигурация частиц определяет фактический результат измерения — например, жив ли кот Шрёдингера или друг Вигнера измерил 0 или 1 — даже если волновая функция является суперпозицией. Действительно, согласно теории Де Бройля-Бома, волновая функция никогда не коллапсирует на фундаментальном уровне. Однако существует концепция эффективного коллапса, основанная на том факте, что во многих ситуациях «пустые ветви» волновой функции, которые не определяют фактическую конфигурацию частицы, можно игнорировать для всех практических целей.
Теория Де Бройля-Бома не наделяет сознательных наблюдателей каким-либо особым статусом. В ситуации «друга Вигнера» первое измерение привело бы к эффективному коллапсу. Но даже если Вигнер описывает состояние своего друга как суперпозицию, нет противоречия с тем, что этот друг наблюдал определенный результат измерения, описанный конфигурацией частицы. Таким образом, согласно теории Де Бройля-Бома, никакого парадокса нет, поскольку сама по себе волновая функция не является полным описанием физического состояния.

## Расширение эксперимента с другом Вигнера
В 2016 году Фраухигер и Реннер использовали разработку сценария друга Вигнера, чтобы доказать, что квантовая теория не может использоваться для моделирования физических систем, которые сами являются агентами, использующими квантовую теорию. Они предоставляют теоретико-информационный анализ двух специально связанных пар экспериментов «друга Вигнера», в которых люди-наблюдатели моделируются в рамках квантовой теории. Если затем позволить четырем различным агентам рассуждать о результатах измерений друг друга (используя законы квантовой механики), получаются противоречивые утверждения. 
Полученная в результате теорема подчёркивает несовместимость ряда предположений, которые обычно считаются само собой разумеющимися при моделировании измерений в квантовой механике.
В названии опубликованной версии от сентября 2018 года очевидна интерпретация авторами своего результата: квантовая теория, изложенная в учебнике и используемая в многочисленных лабораторных экспериментах на сегодняшний день, «не может последовательно описать использование самой себя» в любой данный (гипотетический) сценарий. Последствия этого результата в настоящее время являются предметом многочисленных споров среди физиков как теоретической, так и экспериментальной квантовой механики. В частности, различные сторонники различных интерпретаций квантовой механики оспаривают обоснованность аргумента Фраухигера — Реннера.
Эксперимент был разработан с использованием комбинации аргументов Вигнера (друга Вигнера), Дойча и Харди (см. Парадокс Харди). Установка включает в себя ряд макроскопических агентов (наблюдателей), выполняющих заранее определенные квантовые измерения в заданном порядке времени. Предполагается, что все эти агенты осведомлены обо всем эксперименте и способны использовать квантовую теорию, чтобы делать заявления о результатах измерений других людей. План мысленного эксперимента таков, что наблюдения различных агентов вместе с их логическими выводами, сделанными на основе квантово-теоретического анализа, дают противоречивые утверждения.
Сценарий примерно соответствует двум параллельным парам «Вигнеров» и друзей: {\displaystyle F_{1}} с {\displaystyle W_{1}} и {\displaystyle F_{2}} с {\displaystyle W_{2}} . Каждый из друзей измеряет определенную спиновую систему, а каждый Вигнер измеряет лабораторию «своего» друга (в которую входит и этот друг). Отдельные агенты делают логические выводы, основанные на результатах их измерений, с целью прогнозирования измерений других агентов в рамках протокола. Фраухигер и Реннер утверждают, что несогласованность возникает, если три предположения считаются одновременно действительными. Грубо говоря, эти предположения
(Q) : Квантовая теория верна.
(C) : Предсказания агента теоретически непротиворечивы.
(S) : Измерение даёт только один результат.
Точнее, предположение (Q) включает в себя вероятностные предсказания в рамках квантовой теории, данные правилом Борна . Это означает, что агенту разрешено доверять этому правилу при назначении вероятностей другим результатам, обусловленным его собственным результатом измерения. Однако для расширенного эксперимента друга Вигнера достаточно предположить справедливость правила Борна для случаев с вероятностью 1, то есть если предсказание может быть сделано с уверенностью.
Допущение (S) указывает, что, как только агент пришёл к назначению вероятности 1 определенного результата для данного измерения, он никогда не сможет согласиться на другой результат для того же измерения.
Допущение (C) обеспечивает согласованность утверждений различных агентов следующим образом: Утверждение «Я знаю (по теории), что они знают (по той же теории), что x» эквивалентно «Я знаю, что x».
Предположения (Q) и (S) используются агентами при рассуждении о результатах измерений других агентов, а предположение (C) возникает, когда агент объединяет утверждения другого агента со своими собственными. Результат противоречив, и, следовательно, предположения (Q), (C) и (S) не могут быть все верны, отсюда и теорема о запрете.

### Отражение
Смысл и последствия мысленного эксперимента Фраухигера — Реннера широко обсуждаются. Ряд предположений, принятых в этой аргументации, по своему содержанию очень фундаментальны, и поэтому от них нелегко отказаться. Однако остаётся вопрос, существуют ли «скрытые» предположения, которые явно не проявляются в аргументации. Сами авторы приходят к выводу, что «квантовую теорию нельзя экстраполировать на сложные системы, по крайней мере, прямым способом». С другой стороны, одно из представлений эксперимента в виде квантовой схемы моделирует агентов как одиночные кубиты, а их рассуждения — как простые условные операции.
Утверждалось, что кбизм, реляционная квантовая механика и теория де Бройля — Бома позволяют избежать противоречия, предложенного расширенным сценарием друга Вигнера Фраухигера и Реннера.

## В фантастике
В романе Стивена Бакстера «Временная бесконечность» (1992) обсуждается вариант мысленного эксперимента друга Вигнера с участием группы беженцев, людей, называющих себя «Друзья Вигнера». Они верят, что окончательный наблюдатель в конце времен может разрушить все возможные запутанные волновые функции, возникшие с момента зарождения Вселенной, тем самым выбрав реальность без угнетения.